# Wolfgang Hahn
Wolfgang Hahn   (Potsdam, 30 d'abril de 1911 - Kassel, 10 de gener de 1998) va ser un matemàtic alemany.

## Vida i Obra
Hahn va estudiar matemàtiques a les universitat de Berlín i de Göttingen. Es va doctorar el 1933 amb una tesi dirigida per Issai Schur. Els anys següents, des de 1933 fins a 1940, va ser professor de matemàtiques a escoles de secundària a Berlín i a Züllichau (actual Sulechów, Polònia) on va tenir d'alumna Irmgard Pollack amb qui es va casar més tard. El 1940, en plena Segona Guerra Mundial, va ser reclutat per la Wehrmacht i en viat a la Noruega ocupada. No en va retornar fins al 1946 i com que no va poder tornar a l'ensenyament va estar treballant de peó industrial, mentre preparava la seva habilitació docent que va aconseguir el 1950 a la universitat de Berlín.
Des de 1952 fins a 1963 va ser professor titular de la universitat tècnica de Brunsvic, excepte el període 1959-1961 en el qual es va desplaçar a Chennai (Índia) per ajudar a posar en marxa l'Institut Tecnològic d'aquesta ciutat. Després de fer unes estances a universitats americanes, el 1964 va ser nomenat professor de la universitat tècnica de Graz (Àustria), de la qual va arribar a ser rector el bienni 1969-1970. Es va retirar el 1981 i es va quedar a viure a Graz, fins que el 1997 el seu estat de salut va fer que es traslladés a Kassel, on vivia el seu fill. Va morir a Kassel pocs mesos després.
El principal camp de treball de Hahn va ser l'anàlisi matemàtica, particularment les funcions especials i els polinomis ortogonals. Va ser el màxim exponent de l'anomenada escola austríaca del q-càlcul. Va publicar dos llibres notables sobre l'estabilitat del moviment: Theorie und Anwendungen der direkten Methode von Ljapunov (1959), sobre els treballs del matemàtic rus Aleksandr Liapunov, i Stability of Motion (1967), escrit mestre estava als Estats Units. També va publicar una setantena d'articles científics i va editar i traduir els manuals de matemàtiques elementals (1976) i de matemàtiques superiors (1977) del matemàtic rus Mark Vigodski.